# Irakischer Fußballpokal
Der Irakische Fußballpokal (arabisch كأس العراق, DMG Kaʾs al-ʿIrāq) ist ein nationaler irakischer Fußballwettbewerb. Der Pokalwettbewerb wird seit 1949 ausgetragen. Organisiert wird der Pokalwettbewerb von der Iraq Football Association. Der Gewinner des Finales qualifiziert sich für die AFC Champions League.

## Sieger
| Saison    | Sieger                                  | Ergebnis                                | Finalist                                   |
| --------- | --------------------------------------- | --------------------------------------- | ------------------------------------------ |
| 1948/49   | Sharikat Naft al-Basra                  | 2:1                                     | Kuliya al-Askariya al-Malikiya             |
| 1975/76   | al-Zawraa SC                            | 5:0                                     | Al-Baladiyat (jetzt Amanat Baghdad)        |
| 1976/77   | Keine Austragung                        | Keine Austragung                        | Keine Austragung                           |
| 1977/78   | al-Tayaran (heute al-Quwa al-Dschawiya) | 1:1 (n. V.) 5:3 (n. E.)                 | al-Shorta SC                               |
| 1978/79   | al-Zawraa SC                            | 3:1                                     | al-Jaish FC                                |
| 1979/80   | al-Jaish FC                             | 1:1 (n. V.) 4:2 (n. E.)                 | al-Talaba SC                               |
| 1980/81   | al-Zawraa SC                            | 1:0                                     | al-Talaba SC                               |
| 1981/82   | al-Zawraa SC                            | 2:1                                     | al-Talaba SC                               |
| 1982/83   | al-Jaish FC                             | 2:1                                     | al-Shabab SC                               |
| 1983/84   | al-Sinaa SC                             | 0:0 (n. V.) 5:4 (n. E.)                 | al-Shabab SC                               |
| 1984/85   | Nach dem Viertelfinale abgebrochen      | Nach dem Viertelfinale abgebrochen      | Nach dem Viertelfinale abgebrochen         |
| 1985/86   | keine Austragung                        | keine Austragung                        | keine Austragung                           |
| 1986/87   | al-Rasheed SC                           | 1:1 (n. V.) 4:3 (n. E.)                 | al-Jaish FC                                |
| 1987/88   | al-Rasheed SC                           | 0:0 ((n. V.)) 4:3 (n. E.)               | al-Zawraa SC                               |
| 1988/89   | al-Zawraa SC                            | 3:0                                     | al-Tayaran (jetzt al-Quwa al-Jawiya)       |
| 1989/90   | al-Zawraa SC                            | 0:0 (n. V.) 2:1 (n. E.)                 | al-Shabab SC                               |
| 1990/91   | al-Zawraa SC                            | 1:1 (n. V.) 4–3 (n. E.)                 | al-Jaish FC                                |
| 1991/92   | al-Quwa al-Dschawiya                    | 2:1                                     | al-Tayaran (jetzt al-Khutoot al-Jawiya SC) |
| 1992/93   | al-Zawraa SC                            | 2:1                                     | al-Talaba SC                               |
| 1993/94   | al-Zawraa SC                            | 1:0                                     | al-Talaba SC                               |
| 1994/95   | al-Zawraa SC                            | 3:0                                     | al-Jaish FC                                |
| 1995/96   | al-Zawraa SC                            | 2:1                                     | al-Shorta SC                               |
| 1996/97   | al-Quwa al-Jawiya                       | 1:1 (n. V.) 7:6 (n. E.)                 | al-Shorta SC                               |
| 1997/98   | al-Zawraa SC                            | 1:1 (n. V.) 4:3 (n. E.)                 | al-Quwa al-Dschawiya                       |
| 1998/99   | al-Zawraa SC                            | 1:0 (Golden Goal)                       | al-Talaba SC                               |
| 1999/2000 | al-Zawraa SC                            | 0:0 (n. V.) 4:3 (n. E.)                 | al-Quwa al-Dschawiya                       |
| 2000/01   | keine Austragung                        | keine Austragung                        | keine Austragung                           |
| 2001/02   | al-Talaba SC                            | 1:0                                     | al-Shorta SC                               |
| 2002/03   | al-Talaba SC                            | 1:0                                     | al-Shorta SC                               |
| 2003/12   | keine Austragung                        | keine Austragung                        | keine Austragung                           |
| 2012/13   | Nach dem Achtelfinale abgebrochen       | Nach dem Achtelfinale abgebrochen       | Nach dem Achtelfinale abgebrochen          |
| 2013/15   | keine Austragung                        | keine Austragung                        | keine Austragung                           |
| 2015/16   | al-Quwa al-Dschawiya                    | 2:0                                     | al-Zawraa SC                               |
| 2016/17   | al-Zawraa SC                            | 1:0                                     | Naft al-Wasat SC                           |
| 2017/18   | keine Austragung                        | keine Austragung                        | keine Austragung                           |
| 2018/19   | al-Zawraa SC                            | 1:0                                     | al-Kahrabaa SC                             |
| 2019/20   | abgebrochen wegen der COVID-19-Pandemie | abgebrochen wegen der COVID-19-Pandemie | abgebrochen wegen der COVID-19-Pandemie    |
| 2020/21   | al-Quwa al-Dschawiya                    | 0:0 4:2 (n. E.)                         | al-Zawraa SC                               |
| 2021/22   | al-Karkh SC                             | 2:1                                     | al-Kahrabaa SC                             |
| 2022/23   | al-Quwa al-Dschawiya                    | 1:0                                     | Erbil SC                                   |
| 2023/24   | al-Shorta SC                            | 1:0                                     | al-Quwa al-Dschawiya                       |

## Rangliste
| Mannschaft             | Sieger | 2. Platz | Sieger                                                                                         | 2. Platz                           |
| ---------------------- | ------ | -------- | ---------------------------------------------------------------------------------------------- | ---------------------------------- |
| al-Zawraa SC           | 16     | 3        | 1976, 1979, 1981, 1982, 1989, 1990, 1991, 1993, 1994, 1995, 1996, 1998, 1999, 2000, 2017, 2019 | 1988, 2016, 2021                   |
| al-Quwa al-Dschawiya   | 6      | 4        | 1978, 1992, 1997, 2016, 2021, 2023                                                             | 1989, 1998, 2000, 2024             |
| al-Talaba SC           | 2      | 6        | 2002, 2003                                                                                     | 1980, 1981, 1982, 1993, 1994, 1999 |
| al-Jaish FC            | 2      | 4        | 1980, 1983                                                                                     | 1979, 1987, 1991, 1995             |
| al-Rasheed SC          | 2      | 0        | 1987, 1988                                                                                     |                                    |
| Sharikat Naft al-Basra | 1      | 0        | 1949                                                                                           |                                    |
| al-Sinaa SC            | 1      | 0        | 1984                                                                                           |                                    |
| al-Karkh SC            | 1      | 0        | 2022                                                                                           |                                    |
| al-Shorta SC           | 1      | 5        | 2024                                                                                           | 1978, 1996, 1997, 2002, 2003       |
| al-Shabab SC           | 0      | 3        |                                                                                                | 1983, 1984, 1990                   |
| Al-Kahrabaa SC         | 0      | 2        |                                                                                                | 2019, 2022                         |
| Kuliya al-Askariya     | 0      | 1        |                                                                                                | 1949                               |
| Amanat Baghdad SC      | 0      | 1        |                                                                                                | 1976                               |
| al-Tayaran             | 0      | 1        |                                                                                                | 1992                               |
| Naft al-Wasat SC       | 0      | 1        |                                                                                                | 2017                               |
| Erbil SC               | 0      | 1        |                                                                                                | 2023                               |